# علي بن محمد الرميحي
علي بن محمد الرميحي، عضو مجلس الشورى، ويشغل منصب رئيس مجلس أمناء معهد البحرين للتنمية السياسية. شغل سابقا منصب وزير شؤون الإعلام بمملكة البحرين ووكيل الديوان الملكي للاتصال والمعلومات

## نشأته ودراسته
حصل على درجة الماجستير في فلسفة إدارة الأعمال من جامعة نوتنغهام في بريطانيا وهي من إحدى الجامعات البريطانية الشهيرة، كما حصل على درجة الماجستير في الإدارة و تكنولوجيا المعلومات من جامعة ليستر في بريطانيا. وتدرج في العمل الحكومي في وزارة الداخلية تقلد خلاله العديد من المناصب والمسؤوليات لمدة 13 عامًا، ثم فوّض للعمل في المؤسسة العامة للشباب و الرياضة، ثم عمل في القطاع الخاص لمدة 3 سنوات.

حتى أصدر الملك حمد بن عيسى بن سلمان آل خليفة مرسومًا ملكياً بتاريخ 02 مايو 2013 مـ، بتعيين علي بن محمد الرميحي رئيساً لهيئة شؤون الإعلام بمرتبة وكيل وزارة.